# Harmonia praestabilita
Het idee van harmonia praestabilita (Frans: harmonie préétablie, Duits: prästabilierte Harmonie) is bedacht door de Duitse filosoof Gottfried Wilhelm Leibniz. Hij presenteert dit onder andere in zijn werk Monadologie, paragraaf 78 e.v. Het biedt een verklaring voor het lichaam-geestprobleem. 
Leibniz stelde dat er helemaal geen wisselwerking plaatsvindt tussen lichaam en geest. Deze twee entiteiten leven volstrekt naast elkaar maar hebben wel een gezamenlijke oorsprong waardoor hun gedragingen sterk op elkaar lijken. Stel bijvoorbeeld dat iemand zich verwondt, dan zal deze persoon pijn voelen en zal hij eventueel een gil geven. Volgens Leibniz kan het gegil van het lichaam wel degelijk veroorzaakt zijn door de verwonding. De pijngewaarwording, die in de ziel plaatsvindt, is echter voorgeprogrammeerd. Dit is nog voor de geboorte gebeurd. Kortom, er is geen verband tussen de verwonding en de pijngewaarwording. Er is wel een verband tussen de pijn en de behoefte om te gillen. Er is echter weer geen verband tussen de behoefte om te gillen en de gil die het lichaam produceert. Door dit alles lijkt het of er een wisselwerking plaatsvindt tussen lichaam en geest.
Leibniz stelde dat de menselijke geest zeer zorgvuldig voorgeprogrammeerd moet zijn.